# Diocesi di Eraclea Salbace
La diocesi di Eraclea Salbace (in latino Dioecesis Heracleensis Salbacensis) è una sede soppressa del patriarcato di Costantinopoli e una sede titolare della Chiesa cattolica.

## Storia
Eraclea Salbace, identificabile con Makuf nella provincia di Denizli in Turchia, è un'antica sede episcopale della provincia romana della Caria nella diocesi civile di Asia. Faceva parte del patriarcato di Costantinopoli ed era suffraganea dell'arcidiocesi di Stauropoli.
La diocesi è documentata nelle Notitiae Episcopatuum del patriarcato di Costantinopoli fino al XII secolo. Dovette scomparire nel corso del XIV secolo durante l'occupazione ottomana.
Sono tre i vescovi conosciuti di Eraclea Salbace. Il primo di questi è Policronio, il solo vescovo della Caria che si oppose decisamente a Cirillo di Alessandria e che sostenne a spada tratta Giovanni di Antiochia e Nestorio di Costantinopoli. Il suo nome si trova tra le sottoscrizioni alla lettera che gli oppositori di Cirillo scrissero per protestare contro la decisione di convocare il concilio di Efeso (431) prima dell'arrivo di tutti i vescovi. Policronio fece parte del gruppo di vescovi che, giunti ad Efeso, si raccolsero attorno a Giovanni di Antiochia per un sinodo alternativo a quello "cirilliano" e sottoscrisse la lettera di scomunica di Cirillo e dei suoi sostenitori; a loro volta, i vescovi riuniti attorno a Cirillo scomunicarono Giovanni, Nestorio e tutti i loro fiancheggiatori, tra cui anche Policronio. Al termine del concilio, l'imperatore Teodosio II convocò una riunione a Costantinopoli nel tentativo di conciliare le parti: tra i vescovi della delegazione orientale si trova anche Policronio di Eraclea Salbace.
Gli altri due vescovi conosciuti di questa antica diocesi sono Menandro, che intervenne al concilio di Calcedonia nel 451; e Basilio, che partecipò al concilio di Costantinopoli dell'879-880 che riabilitò il patriarca Fozio di Costantinopoli.
Esistono infine 4 sigilli vescovili che documentano l'esistenza dei vescovi Nicola (IX/X secolo), Giovanni (metà del X secolo), Leonzio e Michele (XI secolo) la cui attribuzione è tuttavia incerta, potendo essere attribuiti anche alla diocesi di Eraclea al Latmo.
Dal 1933 Eraclea Salbace è annoverata tra le sedi vescovili titolari della Chiesa cattolica; il titolo finora non è stato assegnato.

## Cronotassi dei vescovi greci
- Policronio † (menzionato nel 431)
- Menandro † (menzionato nel 451)
- Basilio † (menzionato nell'879)
- Nicola ? † (IX/X secolo)
- Giovanni ? † (metà del X secolo)
- Leonzio ? † (XI secolo)
- Michele ? † (XI secolo)